# Уилан, Дейв
Де́йв Уи́лан (англ. Dave Whelan; родился 24 ноября 1936 года в Брадфорде, Англия) — английский футболист, выступал за команды «Блэкберн Роверс» и «Кру Александра»; ныне — бизнесмен и владелец футбольного клуба «Уиган Атлетик». До 2007 года ему принадлежал регбийный клуб «Уиган Уарриорз», а также спортивный бренд «JJB Sports». Стадион DW Stadium, на котором проводят свои домашние встречи «Уиган Атлетик» и «Уиган Уарриорз» также принадлежит Дейву Уилану.
Он известный сторонник Консервативной партии, в 2008 году пожертвовал на её нужды 250 тысяч £.

## Биография
Уилан родился в Брадфорде, вырос в Уигане.

## Футбольная карьера
| Клубная карьера | Клубная карьера | Клубная карьера |
| --------------- | --------------- | --------------- |
| 1956—1960       | Блэкберн Роверс | 78 (3)          |
| 1962—1966       | Кру Александра  | 115 (0)         |

Уилан был ключевым игроком команды «Блэкберн Роверс» сезона 1959/60, когда команда вышла в финал Кубка Англии. Сам Уилан не доиграл финальную встречу с «Вулверхэмптон Уондерерс», из-за того что ему сломали ногу во время первого тайма. Травма Уилана стала одной из многих, которые получили игроки в те годы на Уэмбли. После долгого восстановления Уилан был продан в «Кру Александра», где он постепенно перестал играть в футбол и сосредотачивался на своём бизнесе — сети супермаркетов Whelan’s Discount Stores. Позже он продал эту сеть за более чем миллион фунтов, что по тем временам были очень и очень хорошими деньгами.

## «Уиган Атлетик»
Уилан купил футбольный клуб «Уиган Атлетик» в 1995 году, когда команда обитала Лиге Два, в четвёртом по значимости дивизионе Английского футбола. Как только Уилан окончательно оформил сделку по покупке клуба, он тут же объявил о том, что выведет клуб в Премьер-Лигу за 10 лет. Эту цель он достиг в 2005 году — ровно через 10 лет.
Клуб вышел в третий дивизион в 1998 году, в 2003 вышел в Чемпионшип; задержавшись там всего на два года, в 2005 году клуб «Уиган Атлетик» оформил выход в Премьер-Лигу Англии. В первом сезона команда не просто сохранила прописку в элитном дивизионе, но занимала к октябрю второе место; в итоге команда заняла достойное 10 место, а также достигла финала Кубка Лиги. Главный тренер Пол Джуэлл получил два раза подряд, в сентябре и октябре, титул Тренера месяца АПЛ. До 2013 года «Уиган Атлетик» являлся клубом Премьер-лиги.